# Alex McDonald (rugby à XV)
Pour les articles homonymes, voir Alexander McDonald et MacDonald.
Pas d'image ? Cliquez ici

a Compétitions nationales et continentales officielles uniquement.

b Matchs officiels uniquement.
Alexander McDonald, né le 23 avril 1883 à Dunedin et décédé le 4 mai 1967, est un joueur néo-zélandais de rugby à XV qui a joué avec l'équipe de Nouvelle-Zélande, évoluant au poste troisième ligne aile.  

## Carrière
Il a joué avec la province d'Otago de 1905 à 1919.
Il a disputé son premier test match avec l'équipe de Nouvelle-Zélande  le 18 novembre 1905 contre l'Écosse. Son dernier test match a lieu contre les États-Unis, le 15 novembre 1913. 
Il participe à la tournée des Originals, équipe représentant la Nouvelle-Zélande en tournée en Grande-Bretagne en 1905, en France et en Amérique du Nord en 1906. 

## Palmarès

### En équipe nationale
- 8 sélections avec l'Équipe de Nouvelle-Zélande de rugby à XV (2 comme capitaine)
- 3 essais, 1 transformation, 11 points
- Sélections par année : 4 en 1905, 1 en 1907, 1 en 1908, 2 en 1913
- Nombre total de matchs avec les All Blacks :  41  (14 comme capitaine)